# المجروحين من المحدثين والضعفاء والمتروكين
المجروحين هو كتاب يتضمن تراجم المجروحين والضعفاء من الرواة وهو من تأليف أبي حاتم بن حبان البستي.

## نبذة عن الكتاب

### أسماؤه
سماه المؤلف: معرفة المجروحين من المحدثين والضعفاء والمتروكين ولكنه يسمى المجروحين اختصاراً، وهو أشهر أسمائه، وله أسماء أخرى مثل: كتاب الضعفاء، وكتاب الضعفاء والمجروحين.

### منهج ابن حبان في كتابه
رتب ابن حبان أسماء الرواة على حروف المعجم، وكان يذكر اسم الراوي ونسبه ونسبته وكنيته، كما كان يذكر أحياناً من روى عنهم، ويذكر تاريخ وفاته، ولم يكن يكتفِ بجرح الراوي بل كان يذكر سبب جرحه له، فكثيرًا ما كان يقول: «يروي عن الثقات ما لا يُشبه حديث الأثبات» أو: «لا يعجبني الاحتجاج بما وافق الأثبات لكثرة ما يأتي من المقلوبات» أو: «كان ممن يقلب الأخبار والأسانيد وينفرد بالمناكير عن المشاهير لا يحل الاحتجاج بخبره».